# مصرف بیش از حد باربیتورات
مصرف بیش از حد باربیتورات مسمومیت ناشی از دوزهای بیش از حد باربیتورات است. علائم معمولاً شامل مشکل در تفکر، هماهنگی ضعیف، کاهش سطح هوشیاری و کاهش تلاش برای تنفس (دپرسیون تنفسی) است. عوارض مصرف بیش از حد می‌تواند شامل ادم ریوی غیرکاردیوژنیک باشد. اگر مرگ اتفاق بیفتد معمولاً به دلیل کاهش تنفس است.
مصرف بیش از حد باربیتورات ممکن است تصادفی یا عمدی در تلاش برای خودکشی رخ دهد. اثرات سمی به اثرات الکل و بنزودیازپین‌ها اضافه می‌شود. دوز کشنده براساس تحمل فرد و نحوه مصرف دارو متفاوت است. اثرات باربیتورات‌ها از طریق انتقال دهنده عصبی GABA رخ می‌دهد. مصرف ممکن است با آزمایش ادرار یا خون تأیید شود.
درمان شامل حمایت تنفسی و فشار خون فرد است. در حالی که هیچ پادزهری وجود ندارد، زغال چوب فعال (شارکول) ممکن است مفید باشد. ممکن است دوزهای متعدد زغال چوب مورد نیاز باشد. گاهی اوقات ممکن است همودیالیز در نظر گرفته شود. قلیایی کردن ادرار مفید نبوده‌است. باربیتورات‌ها در حالی که زمانی یکی از دلایل رایج مسمومیت بوده‌اند، اکنون یک علت نادر هستند.

## سازوکار
باربیتورات‌ها زمان باز شدن منافذ کلرید گیرنده گابا A و در نتیجه کارایی گابا را افزایش می‌دهند. در مقابل، بنزودیازپین‌ها فرکانس باز شدن منافذ کلرید را افزایش می‌دهند و در نتیجه قدرت GABA را افزایش می‌دهند.

## درمان
درمان شامل حمایت از تنفس و فشار خون فرد است. در حالی که هیچ پادزهری وجود ندارد، زغال چوب فعال ممکن است مفید باشد. ممکن است دوزهای متعدد زغال چوب مورد نیاز باشد. گاهی اوقات ممکن است همودیالیز در نظر گرفته شود. قلیایی کردن ادرار مفید نبوده‌است.
اگر فردی خواب‌آلود است اما بیدار است و می‌تواند بدون مشکل قورت دهد و نفس بکشد، درمان می‌تواند به شامل زیرنظر گرفتن فرد باشد. اگر فرد نفس نمی‌کشد، ممکن است نیاز به تهویه مکانیکی باشد تا زمانی که دارو از بین برود. مشاوره روان‌پزشکی به‌طور کلی توصیه می‌شود.

## تشخیص‌های افتراقی
تشخیص افتراقی باید شامل مسمومیت با سایر مواد با اثرات آرام بخش مانند بنزودیازپین‌ها، ضد تشنج‌ها (کاربامازپین)، الکل‌ها (اتانول، اتیلن گلیکول، متانول)، مواد افیونی، مونوکسید کربن، و گاما هیدروکسی بوتیریک اسید (GHB) باشد. بیماری طبیعی که می‌تواند منجر به اختلال ذهنی شود می‌تواند مطرح شود، از جمله هیپوگلیسمی و کومای میکسدم. در شرایط مناسب، هیپوترمی باید رد شود.